# Uhland (Texas)
Uhland es una ciudad ubicada en el condado de Hays en el estado estadounidense de Texas. En el Censo de 2010 tenía una población de 1014 habitantes y una densidad poblacional de 162,99 personas por km².

## Geografía
Uhland se encuentra ubicada en las coordenadas 29°57′38″N 97°47′49″O / 29.96056, -97.79694. Según la Oficina del Censo de los Estados Unidos, Uhland tiene una superficie total de 6.22 km², de la cual 6.22 km² corresponden a tierra firme y (0%) 0 km² es agua.

## Demografía
Según el censo de 2010, había 1014 personas residiendo en Uhland. La densidad de población era de 162,99 hab./km². De los 1014 habitantes, Uhland estaba compuesto por el 68.15% blancos, el 2.47% eran afroamericanos, el 0.59% eran amerindios, el 0.79% eran asiáticos, el 0.1% eran isleños del Pacífico, el 24.26% eran de otras razas y el 3.65% pertenecían a dos o más razas. Del total de la población el 61.24% eran hispanos o latinos de cualquier raza.